# Carlisle
Carlisle (/kɑːrˈlaɪl/ kar-LYLE, lokalno /ˈkɑːrlaɪl/ KAR-lyle; iz kumbrijščine Caer Luel) je mesto s stolnico v ceremonialnem grofiji Cumbria v Angliji. Je upravno središče sveta Cumberland, ki pokriva območje, podobno zgodovinskemu okrožju Cumberland.
Zgodnjo zgodovino Carlisla zaznamuje ustanovitev rimske naselbine, ki je služila utrdbam vzdolž Hadrijanovega zidu v Rimski Britaniji. Zaradi bližine Škotske (je 13 km južno od sedanje angleško-škotske meje) sta grad in mesto Carlisle v srednjem veku postala pomembna vojaška trdnjava. Grad je služil kot zapor za Marijo, škotsko kraljico leta 1568, trenutno pa gosti polk vojvode Lancastrskega in muzej mejnega polka. V zgodnjem 12. stoletju je bil zgrajen samostan, ki je leta 1133 pridobil status stolnice s škofijo (status mesta je takrat pomenil, da je naselje postalo mesto), medtem ko je bila ustanovljena grofija Carliol, ki se je pozneje preimenovala v Cumberland.
V 19. stoletju je uvedba tekstilne proizvodnje med industrijsko revolucijo začela proces socialno-ekonomske preobrazbe v Carlislu, ki se je razvil v gosto naseljeno mlinarsko mesto. To je skupaj s strateškim položajem omogočilo razvoj Carlisla kot pomembnega železniškega vozlišča, s sedmimi železniškimi podjetji, ki si delijo železniško postajo Carlisle. Carlisle z vzdevkom 'Veliko obmejno mesto' je danes glavno kulturno, trgovsko in industrijsko središče ob britanskih mejah. To je dom glavnih kampusov Univerze v Cumbriji ter različnih muzejev in centrov dediščine.

## Zgodovina

### Antični Carlisle
Starodavna zgodovina Carlisla izhaja predvsem iz arheoloških dokazov in del rimskega zgodovinarja Tacita. Najzgodnejši zabeleženi prebivalci na tem območju so bili pleme Britov Carvetii, ki so sestavljali glavno prebivalstvo starodavne Cumbrije in Severnega Lancashira. Po Boethiusu in Johnu iz Forduna, ki sta pisala v 18. in 19. stoletju, je Carlisle obstajal pred prihodom Rimljanov na Veliko Britanijo in je bil takrat eno najmočnejših britanskih mest. V času cesarja Nerona naj bi pogorelo. Rimska naselbina je bila imenovana Luguvalium na podlagi domačega imena, ki je bilo rekonstruirano kot britsko *Luguwaljon, '[mesto] Luguwalosa', moško keltsko ime, ki pomeni 'moč Lugusa'.
Izkopavanja, opravljena vzdolž ulice Annetwell v 1970-ih, so datirala rimsko leseno utrdbo, zgrajeno na mestu sedanjega gradu Carlisle, v zimo leta 73 našega štetja. Ščitila je strateško lokacijo ob rimski cesti proti severu in s pogledom na sotočje rek Caldew in Eden.
Utrdba v Carlislu je bila rekonstruirana leta 83 z uporabo hrastovega lesa iz oddaljenih krajev, namesto lokalne jelše, kar je možna posledica povečanega rimskega nadzora nad tem območjem. V tem času je rimsko utrdbo varoval 500-članski konjeniški polk, Ala Gallorum Sebosiana.
Do začetka 2. stoletja je bil Carlisle uveljavljen kot pomembna trdnjava. Meja 'Stanegate', ki je bila sestavljena iz Luguvaliuma in več drugih utrdb v črti vzhodno do Corbridgea, se je izkazala za stabilnejšo mejo proti Piktom kot tiste, ki so bile postavljene globlje v Kaledoniji. Leta 122 je provinco obiskal Hadrijan, ki je odobril načrt za izgradnjo obzidja v dolžini meje. Nova utrdba Petriana je bila zato zgrajena v predelu mesta Stanwix severno od reke na Hadrijanovem zidu. Bila je največja utrdba vzdolž obzidja in je bila dokončana v kamnu okoli leta 130. Tako kot Luguvalium, ki je ležal na vidiku, je Petriana imela nominalno 1000-članski konjeniški polk, Ala Gallorum Petriana, edini polk te velikosti ob steni. Hadrijanov naslednik Antonin Pij je zapustil mejo in se skušal premakniti severneje; je zgradil Antoninov zid med zalivoma Firth of Forth in Firth of Clyde. To ni bilo uspešno in po 20 letih so se garnizoni vrnili k Hadrijanovemu zidu.
Nekoč se je Carlisle ločil od Rima, ko je oblast nad ozemljem prevzel Marcus Carausius. Bil je umorjen in utrpel je damnatio memoriae, vendar je bila ohranjena omemba o njem odkrita v Carlislu. Kovanci, izkopani na tem območju, kažejo, da so Rimljani ostali v Carlislu do vladavine cesarja Valentinijana II., od leta 375 do 392.

### Srednji vek
Obdobje pozne antike po rimski vladavini je Cumbrio organiziralo kot domače britansko kraljestvo Rheged. Verjetno je kraljestvo dobilo ime po glavni trdnjavi v njem; domneva se, da je bilo to na splošno sočasno s Civitas Carvetiorum, Carlisle. Kralj Urien in njegov sin ter naslednik Owain sta postala tema mnogih arturjevskih legend. Njihovo glavno mesto je bilo opredeljeno kot Cair Ligualid, ki ga je Nenij navedel v Historia Brittonum med 28 britanskimi mesti, ki se je kasneje razvilo v Caer-luel, od koder je sodobno valižansko ime mesta Caerliwelydd. Kraljestvo Rheged je prišlo pod oblast Northumbrije pred letom 730, verjetno po dedovanju po Rienmelthovi, Roythovi hčerki in Urienovi pravnukinji, poročeni z Oswyjem, kraljem Northumbrije. Preostanek prvega tisočletja je bil Carlisle pomembna trdnjava, proti kateri se je borilo več entitet, ki so se vojskovale za to območje, vključno z britskim kraljestvom Strathclyde in angleškim kraljestvom Northumbria. Leta 685 je sveti Cuthbert obiskal kraljico Northumbrije v samostanu njene sestre v Carlislu in si ogledal mestno obzidje in čudovito zgrajen rimski vodnjak.
Do normanskega osvajanja Anglije leta 1066 je bil Carlisle v lasti Škotov. Ni bilo zabeleženo v knjigi Domesday Book iz leta 1086. To se je spremenilo leta 1092, ko je sin Viljema Osvajalca William Rufus napadel regijo in vključil Carlisle v Anglijo. Gradnja gradu Carlisle se je začela leta 1093 na mestu rimske utrdbe, južno od reke Eden. Grad je bil leta 1112 prezidan iz kamna, s trdnjavo in mestnim obzidjem. Obzidje je obdajalo mesto južno od gradu in je vključevalo tri vrata na vzhodu, jugu in severu, imenovana Irish ali Caldew Gate, English ali Botcher Gate in Scotch ali Ricker Gate. Imena vrat obstajajo v imenih cest v Carlislu danes. Stolnica Carlisle je bila ustanovljena kot avguštinski priorat in je leta 1133 postala stolnica. Leta 1157 je Carlisle postal sedež nove grofije Carliol (ime, ki je bilo prvotno okrajšava latinskega Carlioliensis, kar pomeni '[škof] Carlisla'); leta 1177 se je grofija preimenovala v Cumberland.
Osvojitev Cumberlanda je bila začetek vojne med Škotsko in Anglijo, v kateri je regija s središčem okoli Carlisla večkrat zamenjala lastnika. Po zgraditvi gradu je bil glavna utrdba. Med vojnami so preživetje ljudi na mejah opustošile vojske obeh strani. Tudi ko državi nista bili v vojni, je napetost ostala visoka, kraljeva oblast v enem ali drugem kraljestvu pa pogosto šibka. Negotovost obstoja je pomenila, da so si medsebojno sorodne skupnosti ali ljudstva iskale varnost z lastno močjo in zvitostjo ter si izboljšale preživetje na račun sovražnikov. Ta ljudstva so bila znana kot Border Reivers in Carlisle je bilo glavno mesto na njihovem ozemlju.
Reiverji so postali tako zelo nadloga za škotsko in angleško vlado, da je leta 1525 glasgowski nadškof Gavin Dunbar preklel vse reiverje obmejnih dežel. Prekletstvo je bilo podrobno opisano v 1069 besedah in se je začelo: »Preklinjam njihovo glavo in vse lase na njihovi glavi; preklinjam njihov obraz, njihove možgane (najgloblje misli), njihova usta, njihov nos, njihov jezik, njihove zobe, njihovo čelo, njihova ramena, njihove prsi, njihovo srce, njihov trebuh, njihov hrbet, njihova maternica, njihove roke, njihove noge, njihove roke, njihove noge in vsak del njihovega telesa, od vrha njihove glave do podplatov njihovih stopal, preden in zadaj, znotraj in zunaj.«

### Zgodnji novi vek
Po romanju milosti je Henrik VIII. Angleški, zaskrbljen zaradi šibkosti svojega nadzora na severu, najel (1539) inženirja Stefana von Haschenperga, da posodobi obrambo Carlisla. Von Haschenperg je bil leta 1543 odpuščen, ker je »nenamensko porabil velike zaklade«; toda (on in njegovi nasledniki) so na severnem koncu grajske stolpe spremenili v topniške ploščadi, na jugu pa so srednjeveška Bochardova vrata spremenili v citadelo, topniško utrdbo z dvema masivnima topniškima stolpoma. Smrt kraljice Elizabete I. leta 1603 in njeno nasledstvo po Jakobu VI. Škotskem kot angleškem kralju Jakobu I. sta omogočila odločnejša in usklajena prizadevanja za zatiranje reivinga. Obmejni prebivalci niso hitro spremenili svojih navad in mnogi so bili obešeni, cele družine pa izgnane na Irsko. Šele leta 1681 je bilo priznano, da problem reiverjev ni več problem.
Po personalni uniji kron naj bi grad Carlisle zastarel kot obmejna trdnjava, vendar sta kraljestvi ostali kot ločeni državi. Leta 1639, ko je grozila vojna med obema kraljestvoma, so grad ponovno utrdili s kamnom iz križnega hodnika stolnice. Leta 1642 je izbruhnila angleška državljanska vojna in grad je bil postavljen za kraljevo garnizijo. Prestal je dolgo obleganje od oktobra 1644 do junija 1645, ko so se kraljeve sile predale po bitki pri Nasebyju. Mesto je zasedla parlamentarna garnizija, nato pa njihovi zavezniki Škoti. Leta 1646 so Škoti, ki imajo zdaj Carlisle v čakanju na plačilo denarja, ki jim ga je dolgoval angleški parlament, izboljšali njegove utrdbe in uničili ladjo stolnice, da bi pridobili kamen za obnovo gradu. Carlisle je tudi po tem ostal vojašnica. Leta 1698 je potopiska Celia Fiennes zapisala, da ima Carlisle večino značilnosti vojaškega mesta in da je polno alkohola in prostitutk.
Leta 1707 je bil sprejet akt unije med Anglijo in Škotsko, s čimer je nastalo Kraljevina Velika Britanija, vendar je Carlisle ostal garnizijsko mesto. Deseto in zadnje obleganje v zgodovini mesta je potekalo po tem, ko je Charles Edward Stuart zavzel Carlisle v Jakobinskem uporu leta 1745. Ko so se Jakobiti umaknili čez mejo na Škotsko, so v gradu Carlisle pustili garnizijo 400 mož. Deset dni pozneje je princ William, vojvoda Cumberlandski, zavzel grad in na ulicah Carlisla usmrtil 31 Jakobitov.

### Industrijska revolucija
Čeprav je Carlisle še naprej garniziral vojake in postal sedež obmejnega polka, se je pomen mesta kot vojaškega mesta zmanjšal z nastopom industrijske dobe. Mesto guvernerja Carlisla kot poveljnika garnizije je bilo ukinjeno leta 1838.
V zgodnjem 19. stoletju so tekstilne tovarne, inženirska podjetja in proizvajalci hrane zgradili tovarne v mestu večinoma v predmestjih Denton Holme, Caldewgate in Wapping v dolini Caldew. Med njimi so bili Carr's of Carlisle, Kangol, Metal Box in Cowans Sheldon. Shaddon Mill v Denton Holmu je postal znan po osmem najvišjem dimniku na svetu in je bil največja bombažna tovarna v Angliji.
Širjenje industrije je povzročilo povečanje števila prebivalstva, saj so se delovna mesta preselila s podeželskih kmetij v mesta. To je povzročilo pomanjkanje stanovanj, kjer je na neki točki 25.000 ljudi v mestu imelo samo 5000 hiš za bivanje. Ljudje naj bi bili zbrani skupaj z živalskimi hišami, klavnicami in skupnimi stranišči z odprtimi odtoki, ki so tekli med njimi. Življenjske razmere so bile tako slabe, da so bili nemiri pogosti in nekateri ljudje so se izselili. Problem je bil rešen šele konec 19. stoletja, ko so bila zahodno od mestnega obzidja zgrajena množična stanovanja.
Leta 1823 je bil do Fisher's Crossa (Port Carlisle) zgrajen prekop za prevoz blaga, proizvedenega v mestu. To je drugim industrijskim središčem, kot je Liverpool, omogočilo povezavo s Carlislom preko Solwaya. To je bilo kratkotrajno in ko so upravljavci prekopov zašli v finančne težave, je bila vodna pot zasuta. Namesto prekopa je bila zgrajena železnica.
Carlisle je postal glavno železniško središče na glavni progi zahodne obale s povezavami na vzhod. Nekoč je sedem podjetij uporabljalo železniško postajo Carlisle Citadel. Pred gradnjo železniške postaje Citadel je imelo mesto več drugih železniških postaj, vključno z železniško postajo London Road. Carlisle je imel največjo železniško ranžirno postajo v Evropi, Kingmoor, ki je manjša in deluje in jo uporabljajo železniška podjetja.
Vadbena dvorana Strand Road je bila odprta leta 1874.

### Moderna zgodovina
Na začetku 20. stoletja je število prebivalcev naraslo na več kot 45.000. Promet so izboljšali električni tramvaji mesta Carlisle od leta 1900 do 1931, prvi kino pa je bil zgrajen leta 1906. Leta 1912 so meje Carlisla razširili na Botcherby na vzhodu in Stanwix na severu.
Carlisle je bil podvržen upadu tekstilne industrije, ki je doživel po vsej Britaniji. Leta 1916, med prvo svetovno vojno, je vlada prevzela javne hiše in pivovarne v Carlislu zaradi pijanosti med gradbenimi delavci in delavci streliva iz tovarne streliva v Gretni. Ta poskus je ponarodel pivovarstvo. Kot Carlisle Board of Control in nato Carlisle & District State Management Scheme je trajal do leta 1971.
Med drugo svetovno vojno je Carlisle gostil več kot 5000 evakuiranih ljudi, od katerih jih je veliko prispelo iz Newcastla upon Tyne in okoliških mest.
Vzhodno in severovzhodno od trškega križa je bil zgrajen nakupovalni center (vključno z novo osrednjo knjižnico) in odprt leta 1986. Območje vzhodno od tržnega križa je bilo prej zasedeno z ozkimi uličicami s stanovanji in majhnimi trgovinami (na tlorisu, ki se od srednjega veka ni veliko spremenil) in lokalno imenovano The Lanes. Središče mesta Carlisle je bilo leta 1989 zaprto za pešce.
V petek, 7. januarja 2005 zvečer, so reke Eden, Caldew in Petteril prestopile bregove zaradi kar 180 mm padavin tega dne v zgornjem toku. Poplavljenih je bilo 2700 domov, tri osebe pa so umrle. Mestne policijske in gasilske postaje so bile poplavljene skupaj z nogometnim stadionom Brunton Park. Policija, gasilska služba in Carlisle United F.C. so bili premaknjeni, slednji do Morecamba. V času poplave so se morale reševalne službe odzvati tudi na primere požigov avtomobilov v mestu.

## Center mesta
Carlisle je edino mesto v Cumbriji. Središče mesta je večinoma namenjeno pešcem, nakupovalno središče Lanes pa je dom okoli 75 trgovin.
Carlisle ima strnjeno zgodovinsko središče z gradom, stolnicoo in napol nedotaknjenim mestnim obzidjem ter drugimi srednjeveškimi stavbami, vključno s cehovsko hišo in Tithe Barn. Stolpe citadele, ki so do leta 2016 služili tudi kot pisarne za svet okrožja Cumbria, je zasnoval Thomas Telford, pri čemer je vzhodni stolp vključeval del stavbe iz 16. stoletja. Prva stavba Citadele je bila tudorska utrdba, ki je nadomestila srednjeveška Angleška vrata, ki jo je zasnoval moravski vojaški inženir Stefan von Haschenperg leta 1541. Zraven Citadele je železniška postaja Carlisle, ki jo je zasnoval William Tite v neo-tudorskem slogu in je po mnenju zgodovinske Anglije med najpomembnejšimi zgodnjimi železniškimi postajami v Angliji.

## Galerija
- Stara mestna hiša 1668–69 s prizidkom 1717[24]
- Tržni križ Carlisle, 1682[25]
- Muzej Guildhall, 1407
- Tithe Barn, 1470s[26]
- Citadela, 1810
- Pročelje postaje Carlisle
- Zahodno mestno obzidje
- Cerkev Marije in sv. Jožefa, Carlisle
- Tradicionalna brivnica

## Geografija
Carlisle leži na rahli vzpetini v okrožju Cumberland Ward ob sotočju rek Eden, Caldew in Petteril.
Pomembno trgovsko središče je 90 km zahodno od Newcastle upon Tyne, 114 km severno od Lancastra, 140 km)jugovzhodno od Glasgowa, 150 km južno Edinburgha, 190 km severozahodno od Yorka in 480 km severozahodno od Londona. Bližnja mesta in vasi so Longtown (sever), Penrith (jug), Brampton (vzhod), Wigton (zahod), Haggbeck, Harker, Carwinley, Blackford, Houghton, Scotby, Wreay in Rockcliffe.
Carlisle doživlja oceansko podnebje (Köppenova klasifikacija podnebja Cfb). Januarja 2005 so Carlisle prizadele močne nevihte in močno deževje, v soboto, 8. januarja 2005, pa so bile vse ceste v Carlisle zaprte zaradi hudih poplav, najhujših od leta 1822, ki so povzročile tri smrti. Še hujše poplave kot leta 2005 so prizadele Carlisle med 4. in 6. decembrom 2015. V tem času je skoraj 36 ur nenehnega deževja prebilo obrambo pred poplavami in pustilo več območij potopljenih – vključno s parkom Bitts, cirkusom Hardwicke in cesto Warwick. Tako je Sands Center (ter bližnja bencinska črpalka Shell in park Bitts) ostal ločen od preostalega mesta. Ker je bilo tudi več drugih območij Cumbrije močno prizadetih (zlasti Appleby in Wigton), so bili vsi vlaki na Škotsko prestavljeni za nedoločen čas, vlaki na glavni liniji Zahodne obale pa niso vozili dlje od Prestona, saj so bližnji Lancaster utrpeli poplave in težave z oskrbo z elektriko. Premier David Cameron je 7. decembra 2015 obiskal mesto, da bi ocenil škodo, pred tem pa je sklical izredni sestanek Cobre.

## Oborožene sile
Kot obmejno mesto že več kot tisočletje in pol je Carlisle vojaško mesto. To je najbolj oblegan kraj na Britanskem otočju, ki je bil oblegan vsaj desetkrat, večino svoje zgodovine pa je imel garnizijo vojakov. Regiment okrožja Cumbria, mejni polk je imel svoj sedež na gradu Carlisle. Polk je bil združen z lastnim kraljevim polkom (Lancaster), da je postal lastni kraljevi obmejni polk in nato polk vojvode Lancasterskega, kjer se nadaljuje njegov rod. Od leta 1720 do 1959 se je polk boril v številnih akcijah, vključno s francosko in indijansko vojno, bitko pri Cullodenu, prvo in drugo svetovno vojno.
Največja postaja RAF - RAF Spadeadam - po območju v državi in eno od samo dveh poligonov za elektronsko bojevanje v Evropi, RAF Spadeadam se nahaja izven mesta Carlisle, vendar ohranja močne povezave z lokalno skupnostjo; leta 2018 je prejel nagrado svobode mesta Carlisle.

### Kraljevi opazovalni korpus, skupina Carlisle
Med drugo svetovno vojno je v središču mesta delovala organizacija za opozarjanje pred zračnimi napadi št. 32 Group Carlisle Royal Observer Corps, nadzorovana iz RAF Kingstown. Povezava s Kingstownom se je nadalje razvila leta 1962, ko je ROC prenehal opravljati svojo vlogo opazovanja letal za RAF in prevzel novo vlogo načrtovanja jedrskih eksplozij in opozarjanja javnosti na radioaktivne padavine za Organizacijo Združenega kraljestva za opozarjanje in spremljanje (UKWMO). Nova upravna stavba in zaščiten, utrjen bunker za poročanje o jedrskem poročanju je bil zgrajen pri RAF Carlisle. Jedrski bunker je bil standardna nadzemna zgradba, tako bunker kot štabna koča sta bila na ločeni lokaciji v Crindledyke zunaj glavna vrata RAF Carlisle. Skupina Carlisle je bila preimenovana v skupino 22 ROC.
ROC je na glavnem območju RAF Carlisle zgradil manjšo postajo za poročanje o jedrskih napadih, Kingstown post (OS ref: NY 3837 5920). Post je bil podzemni zaščiten bunker za posadko treh opazovalcev. Bunker štaba je sprejel operativno posadko s približno 100 člani s spalnicami in menzo, operacijsko sobo in napravo za vzdrževanje življenja.
Royal Observer Corps je bil odpuščen, njegova matična organizacija UKWMO pa je bila razpuščena decembra 1995 po koncu hladne vojne in kot rezultat priporočil v vladnem pregledu možnosti za spremembo obrambe Združenega kraljestva. Stavbe ROC so bile leta 1996 porušene in nadomeščene s stebrom za mobilne telefonije. Temelje jedrskega bunkerja je še vedno mogoče videti delno začrtane na betoniranem dvorišču, kjer je tudi koča Air Training Corps med nedavnim nadaljnjim razvojem mesta.